# 제2차 가이후 내각 (개조)
제2차 가이후 개조내각(일본어: 第2次海部改造内閣)은 전 문부대신 가이후 도시키가 제77대 내각총리대신으로 임명되어, 1990년 12월 29일부터 1991년 11월 5일까지 존재한 일본의 내각이다.
제2차 가이후 내각의 개조내각이다.

## 각료
- 내각총리대신 - 가이후 도시키
- 법무대신 - 사토 메구무
- 외무대신 - 나카야마 다로
- 대장대신 - 하시모토 류타로 / 가이후 도시키(겸무, 1991년 10월 14일 ~ )
- 문부대신 - 이노우에 유타카(참의원 의원)
- 후생대신(연금 문제 담당) - 시모조 신이치로(참의원 의원)
- 농림수산대신 - 곤도 모토지
- 통상산업대신 - 나카오 에이이치
- 운수대신(신도쿄 국제공항 문제 담당) - 무라오카 가네조
- 우정대신 - 세키야 가쓰쓰구
- 노동대신 - 오자토 사다토시
- 건설대신 - 오쓰카 유지
- 자치대신, 국가공안위원회 위원장 - 후키다 아키라
- 내각관방장관 - 사카모토 미소지
- 총무청 장관 - 사사키 만(참의원 의원)
- 홋카이도 개발청 장관, 오키나와 개발청 장관 - 다니 요이치
- 방위청 장관 - 이케다 유키히코
- 경제기획청 장관 - 오치 미치오
- 과학기술청 장관 - 산토 아키코(참의원 의원)
- 환경청 장관 - 아이치 가즈오
- 국토청 장관 - 니시다 마모루
  - 내각법제국 장관 - 구도 아쓰오
  - 내각관방부장관(정무) - 오시마 다다모리
  - 내각관방부장관(사무) - 이시하라 노부오

## 정무 차관
- 법무 정무 차관 - 요시카와 요시오
- 외무 정무 차관 - 스즈키 무네오
- 대장 정무 차관 - 모치나가 가즈미·우에스기 미쓰히로
- 문부 정무 차관 - 나카야마 나리아키
- 후생 정무 차관 - 이부키 분메이
- 농림 수산 정무 차관 - 스기우라 세이켄·구제 기미타카
- 통상 산업 정무 차관 - 지미 쇼자부로·나카소네 히로후미
- 운수 정무 차관 - 이마에다 노리오
- 우정 정무 차관 - 오노 요시노리
- 노동 정무 차관 - 마쓰우라 고지
- 건설 정무 차관 - 스기야마 노리오
- 자치 정무 차관 - 오카지마 마사유키
- 총무 정무 차관 - 이노우에 요시카즈
- 홋카이도 개발 정무 차관 - 하토야마 유키오
- 방위 정무 차관 - 에구치 가즈오
- 경제 기획 정무 차관 - 이데 쇼이치
- 과학 기술 정무 차관 - 모토무라 가즈키( ~ 1991년 8월 17일) / 후타쓰기 히데오(1991년 8월 20일 ~ )
- 환경 정무 차관 - 오노 기요코
- 오키나와 개발 정무 차관 - 나카무라 세이지
- 국토 정무 차관 - 우에타케 시게오

## 참고 문헌
- 하타 이쿠히코 편 《일본 관료제 종합 사전 : 1868 ~ 2000》(도쿄 대학 출판회, 2001년)